# Hexatoma (Eriocera) dysantes
Hexatoma (Eriocera) dysantes is een tweevleugelige uit de familie steltmuggen (Limoniidae). De soort komt voor in het Afrotropisch gebied.